# アンダーカヴァー (映画)
『アンダーカヴァー』（We Own the Night）は、2007年のアメリカ合衆国の犯罪ドラマ映画。監督はジェームズ・グレイ、出演はホアキン・フェニックスとマーク・ウォールバーグなど。警察とマフィアの争いに巻き込まれる兄弟を描いている。
2007年のカンヌ国際映画祭でパルム・ドール（同映画祭における最高賞）にノミネートされた。
兄ジョセフを演じたマーク・ウォールバーグは、2008年のティーン・チョイス・アワードにノミネートされた。

## ストーリー
1988年のニューヨーク。エリート警察官の一家に生まれたボビーは反発して家を飛び出し、麻薬取引をするロシアンマフィアが取り仕切るナイトクラブで働いていた。ある日、ボビーは兄のジョセフたちと再会し、ロシアンマフィアを殲滅する計画があることを知る。

## キャスト
※括弧内は日本語吹替
- ボビー・グリーン: ホアキン・フェニックス（加瀬康之）

エリート警察一家の生まれ。ナイトクラブ「エル・カリブ」のマネージャー。兄と父と性が違うのは亡き母の姓を語っているから。
- ジョセフ・グルジンスキー: マーク・ウォールバーグ（竹若拓磨）

ボビーの兄。途中で警部に昇進する。
- アマダ・フアレス: エヴァ・メンデス（東條加那子）

ボビーの恋人。
- バート・グルジンスキー: ロバート・デュヴァル（たかお鷹）

ボビーとジョセフの父。警視総監。
- マラット・バザエフ: モニ・モシュノフ（秋元羊介）

「エル・カリフ」のオーナー。
- ヴァディム・ニジンスキー

バザエフの甥。麻薬密売人のロシアンマフィア。
- マイケル・ソロ: アントニー・コローネ（坂東尚樹）

バートの部下。
- ジャンボ: ダニー・ホック（青山穣）

ボビーのクラブ時代の元同僚。
- ジャック・ジャピロ: トニー・ムサンテ（辻親八）

バードの元部下。
- カリーナ: エレーナ・ソロヴェイ（堀越真己）

日本語版その他出演：佐藤晴男、向井修、高桑満、鈴森勘司、芦澤孝臣、金光宣明、木下紗華、武田華、赤池裕美子、嶋村侑
日本語版制作スタッフ 演出：簑浦良平、翻訳：KAN TAKASHIMA、調整：山下裕康、制作：マイ・ディア・ライフ

## スタッフ
- 監督・脚本：ジェームズ・グレイ
- プロダクションデザイン：フォード・ホイーラー
- 衣装デザイン：マイケル・クランシー
- 音楽：ヴォイチェフ・キラール
- 音楽監修：デイナ・サノ
- 日本語字幕：栗原とみ子

## 作品の評価
Rotten Tomatoesによれば、批評家の一致した見解は「退屈なキャラクター、陳腐な台詞、そしてぎくしゃくしたプロットで『アンダーカヴァー』は期待に全く応えられないものになっている。」であり、151件の評論のうち高く評価しているのは57%にあたる86件で、平均して10点満点中5.85点を得ている。
Metacriticによれば、33件の評論のうち、高評価は19件、賛否混在は14件、低評価はなく、平均して100点満点中59点を得ている。